# Programmamaker
Een programmamaker of programmamaakster is de – vooral inhoudelijke – schepper van een radio- of televisie-programma gedurende het hele traject van idee tot uitzending. Meestal is de programmamaker de bedenker en producer (en bij journalistieke producties ook bronnen-onderzoeker, researcher en tekstschrijver) Soms ook voice-over of presentator. De programmamaker kan daarbij eventueel hulp inroepen van deskundigen, als redactie, of inhoudelijke producers. Meestal wordt de programmamaker geassisteerd door een productie-assistent/e, die belast is met de dagelijkse zakelijke, logistieke en technische begeleiding van een productie. De producent is de persoon of instantie, die de eindeverantwoordelijkheid draagt voor de financiën, ontwikkeling en het eindresultaat van wat een programmamaker maakt.